# Manfred Ugalde
Manfred „Manito“ Alonso Ugalde Arce (* 25. Mai 2002 in Heredia) ist ein costa-ricanischer Fußballspieler, der aktuell bei Spartak Moskau unter Vertrag steht. Der Stürmer ist seit Februar 2020 costa-ricanischer Nationalspieler.

## Karriere

### Verein
Ugalde begann mit dem Fußballspielen beim CS Herediano in seiner gleichnamigen Heimatstadt. Im Jahr 2016 wechselte der 14-Jährige. Schnell drang der junge Stürmer in die Reservemannschaft vor und zur Clausura 2019 wurde er von Trainer Vladimir Quesada in die erste Mannschaft befördert. Bereits am ersten Spieltag wurde er beim Heimspiel gegen den Limón FC in der Schlussphase für Randy Chirino eingewechselt und besorgte in der 93. Spielminute per Kopf den Ausgleich zum 2:2-Endstand. In der verbleibenden Spielzeit 2018/19 kam er in sechs weiteren Ligaspielen zum Einsatz, in denen er jedoch ohne Torerfolg blieb.
In der folgenden Saison 2019/20 bekam er aufgrund einer Verletzung des angestammten Stürmer David Ramírez Ruiz die Chance in der Startformation Saprissas. Am 25. Juli 2019 (2. Spieltag der Apertura) schoss Ugalde seine Mannschaft mit zwei Toren zum 3:0-Heimsieg gegen den AD Municipal Pérez Zeledón. Auch in seinem ersten Spiel in der CONCACAF League 2019 trug er mit einem Doppelpack zum 3:1-Heimsieg gegen die Belmopan Bandits bei. Am 21. Oktober (19. Spieltag der Apertura) traf er beim 6:0-Heimsieg in der Liga gegen den Limón FC erstmals drei Mal in einer Partie. Ende November 2019 gewann er mit Saprissa gegen den honduranischen Verein CD Motagua erstmals die CONCACAF League. Am 9. Februar 2020 (8. Spieltag der Clausura) erlebte die fußballerische Karriere des aufstrebenden Talents erstmals einen Tiefpunkt, als er im Heimspiel gegen die LD Alajuelense bereits nach zehn Spielminuten aufgrund einer groben Unsportlichkeit gegen den Gegenspieler Alexander López mit „glatt Rot“ ausgeschlossen wurde. López „rächte“ sich nur Momente nach dem Vorfall mit einem tätlichen Tritt am Stürmer, so dass er ebenfalls vom Platz gestellt wurde. Das Disziplinargericht der Federación Costarricense de Fútbol bestrafte ihn mit einer Sperre von vier Ligaspielen sowie einer Geldstrafe in Höhe von 250.000 Colón. Nach seiner Rückkehr stand er wieder regelmäßig auf dem Spielfeld und gewann mit Deportivo Saprissa die Clausura 2020. Insgesamt erzielte er in dieser Spielzeit in 35 Ligaspielen 12 Tore und bereitete neun weitere Treffer vor.
Am 14. Juli 2020 wechselte Ugalde zum belgischen Zweitligisten Lommel SK, einem Verein der City Football Group, wo er einen Fünfjahresvertrag unterzeichnete. Am 24. August 2020 (1. Spieltag) debütierte er gegen den RFC Seraing, als er in der 69. Minute für Anass Zaroury ins Spiel kam. Im Spiel darauf schoss er gegen die außer Konkurrenz in der Division 1B mitspielende U23 des FC Brügge sein erstes Tor im neuen Trikot, als er in der 85. Minute das 2:2 erzielte. In den anschließenden Spielen entwickelte er sich zum Stammspieler und besten Torschützen des Vereins der Saison 2020/21. Am 29. Januar 2021 (17. Spieltag) erzielte er gegen KMSK Deinze einen Hattrick.
Insgesamt bestritt er für Lommel in der Saison 2020/21 22 von 28 möglichen Ligaspielen sowie ein Pokalspiel.
In den folgenden zwei Spielzeiten war Ugalde an Twente Enschede ausgeliehen, die ihn schließlich im Sommer 2023 fest verpflichteten. Im Januar 2024 wurde er an Spartak Moskau transferiert. Laut Enschedes Sportdirektor Arnold Bruggink war zuvor geprüft worden, ob ein solcher Transfer gegen die Sanktionen der EU gegen Russland verstoßen würde.

### Nationalmannschaft
Ugalde debütierte am 1. Februar 2020 bei der 0:1-Niederlage im freundschaftlichen Länderspiel gegen die Vereinigten Staaten in der costa-ricanischer Nationalmannschaft, als er in der 78. Spielminute für Marcos Ureña eingewechselt wurde.

## Erfolge
CD Saprissa
- CONCACAF League: 2019
- Costa-ricanischer Meister: Clausura 2020